# Piamonte (Santa Fe)
Piamonte es una comuna del departamento San Martín, en el centro-oeste de la provincia argentina de Santa Fe, distando 240 km de la ciudad capital provincial Santa Fe.
Su principal actividad económica es la agricultura. Los cultivos más destacados son la soja, el maíz y el trigo. La producción de leche y carne, dos actividades importantes en el pasado, han sido desplazadas por la producción de cereales.
Piamonte es un buen ejemplo de pueblo de llanura: urbanísticamente compacto y excelentes espacios verdes, como la Plaza Principal, con grandes árboles centenarios y parquizada con calidad urbana. La rodean los edificios de la Comuna, la Iglesia y la Escuela Primaria. Otro ejemplo es el Parque Comunal: con especies autóctonas de gran tamaño y lugares para gozar del día y acampar. El Parque Comunitario se encuentra en desarrollo, con un oratorio a Jesús Misericordioso en el ingreso. Es un pueblo que se encuentra en un bajo y se inunda con facilidad por la falta de obras.

## Toponimia
Debe su nombre a que la mayoría de sus habitantes son descendientes de inmigrantes italianos de origen piamontés. Fue fundado en a fines del siglo XIX.

## Historia
- 1827: Nace  Julián Luis de Bustinza Ubirichaga, en la Villa de Bilbao, en 1845 llega a Argentina, como agrimensor, en 1860 reside en la ciudad de Rosario. En la provincia de Santa Fe adquirió grandes extensiones de campo que luego vendía a quienes colonizaron la provincia.
- 1886: Julián de Bustinza solicita el reconocimiento de “La Piamonte”, una colonia agrícola que funda en la "Cabaña San Antonio", Departamento San Jerónimo, en terreno de su propiedad y que había demarcado en enero de 1884. El 13 de diciembre de 1886 se aprueba la traza de “Piamonte", (Ref: Archivo General de la Provincia).
- 1899: El 27 de enero se funda de la Comuna.
- 1911: Llega el Ferrocarril Central Argentino a Piamonte el 2 de diciembre.

## Deporte
- Nuevo Club Atlético y Deportivo Piamonte
- Se destaca especialmente en futbol con 5 campeonatos en la Liga Departamental de Fútbol San Martín.  Siendo su clásico rival el Club Atlético Susanense.

## Fiestas populares encuentro cultural Festiart
Convocó a numerosísimos visitantes con un excelente programa de actividades, no frecuentes en la zona. En 2008, fue desde el viernes 26 de enero al sábado 5 de febrero. Lo realizaba la "Asociación Kumelén", desde el 2009 no se realiza más en este pueblo por decisión de la Asociación Kumelén.

## Fiesta de Coleccionistas
Es un encuentro de expositores del país mostrando, según la edición, automóviles, motocicletas, maquinarias agrícolas, bicicletas, tractores. El 8, 9 y 10 de enero de 2010, se realizó su 10.º edición, y entre los artistas destacados estuvieron 'La Barra' y 'Los Nocheros'.  En el 2011 la atracción principal fue Soledad.

## Localidades y parajes
- Piamonte 3,533 habitantes (Indec, 2010)
- Parajes
  - Campo La Caledonia
  - Campo Las Mellizas

## Santo Patrono
- San Antonio de Padua – Festividad: 13 de junio

## Otras festividades
- Festival de Doma y Folklore: 3 de septiembre[cita requerida]
- Aniversario de la Fundación de Piamonte: 13 de diciembre

## Hermanamiento
- Frossasco, Piamonte, Italia, desde agosto de 1989.

## Parroquias de la Iglesia católica en Piamonte
| Arquidiócesis | Santa Fe de la Vera Cruz |
| ------------- | ------------------------ |
| Parroquia     | San Antonio de Padua     |